# Квятковський Ігор Васильович
І́гор Васи́льович Квятко́вський (нар. 9 квітня 1953, с. Чернятин, Жмеринський район, Вінницька область) — український політик, народний депутат України (1994–2002), підприємець. За походженням поляк.

## Біографія

### Освіта
- Вінницький політехнічний інститут (1970–1975), інженер-електрик.
- Університет Джорджа Вашингтона (1994), економіст.

### Кар'єра
- Серпень 1975 — листопад 1976 — електрик, майстер Вінницького трамвайно-тролейбусного управління.
- Листопад 1976 — січень 1978 — інженер-метролог Вінницької майстерні з ремонту медтехніки.
- Вересень 1978 — лютий 1983 — інженер, інженер-технолог, майстер Вінницького заводу радіотехнічної апаратури.
- Лютий 1983 — серпень 1991 — старший інженер, інженер I категорії Вінницького міжобласного спеціального ремонтно-монтажного управління «Вторчормет».
- Серпень 1991 — травень 1992 — комерційний директор — головний бухгалтер, МП «Терра», м. Вінниця.
- Травень — серпень 1992 — провідний економіст Вінницької товарної універсальної біржі.
- 1992 — заснував Всеукраїнську інвестиційно-трастову компанію «ВІНКО».
- Серпень 1992 — червень 1994 — віце-президент інвестиційно-трастової компанії «ВІНКО».
- Березень 2008 — липень 2009 — перший заступник голови правління НАК «Надра України»[3][4].

Був членом оргкомітету Київської міжнародної фондової біржі.
Був членом Політради НДП (з лютого 1996), член СПУ (з 2000); член Політради СПУ (з травня 2000).

### Депутатська діяльність
Народний депутат України 2-го скликання з квітня 1994 (2-й тур) до квітня 1998, Староміський виборчий округ № 49, Вінницька область, висунутий трудовим колективом.
Червень 1994 — квітень 1998 — голова підкомітету з питань небанківських фінансових інститутів і цінних паперів Комітету з питань фінансів і банківської діяльності.
Член Контрольної комісії з питань приватизації.
Член групи «Реформи».
Народний депутат України 3 скликання з березня 1998 до квітня 2002, виборчий округ № 11, Вінницька область.
Член фракції НДП (травень — червень 1998), фракції ПЗУ (17–26 червня 1998), позафракційний (червень — липень 1998), групи «Незалежні» (липень 1998 — грудень 1999), член фракції СПУ (з грудня 1999).
Член Комітету з питань охорони здоров'я, материнства та дитинства (липень 1998 — лютий 1999), член Комітету у справах пенсіонерів, ветеранів та інвалідів (з лютого 1999), заступник голови Контрольної комісії з питань приватизації (з липня 1998). Член Тимчасової спеціальної комісії ВР України з питань дотримання органами державної влади і місцевого самоврядування та їх посадовими особами, ЦВК норм виборчого законодавства під час підготовки і проведення виборів Президента України (з травня 1999).

## Родина
Дружина Галина Дем'янівна (нар. 1952); син Дмитро (нар. 1981) і дочка Ганна (нар. 1986).

## Захоплення
Класична музика, література.